# Индијско-кинеска храна
Индијско-кинеска храна (позната и као индо-кинеска или „Хака кинеска“) представља прилагођавање кинеских зачина и техника кувања индијском укусу кроз већу понуду вегетаријанских јела. Данас је кинеска храна саставни део индијских јела. Индијско-кинеска јела знатно се разликују од традиционалних од традиционалних кинеских јела.

## Порекло
Настала је у кинеским ресторанима у Колкати. Кинеска популација у Колкати тренутно броји око 2.000 становника. Већина ових људи потиче од народа Хака. Људи кинеског порекла углавном живе у јединој индијско-кинеској четврти, која се налази око кварта Терети базар и кварта Бовбазар, а има их и у Тангри у Колкати. У кинеској четврти у Колкати још увек има кинеских ресторана специјализованих за јела народа Хака и индијско-кинеске специјалитете .

## Карактеристике
У јелима се користе зачини као што су: ким, семе коријандера и куркума. Често се користе и љути чили, ђумбир, бели лук, сусам, сув црвени чили, црни бибер и јогурт . Захваљујући томе, индијско-кинеска храна је по укусу слична многим јелима у земљама југоисточне Азије, као што су Сингапур и Малезија, које су изложене јаким кинеским и индијским културним утицајима.
Неки од индијско-кинеских специјалитета су „чили“ (комадићи чили паприке помешане са поврћем прженим на путеру), „манчуријан“ (са слатким и сланим смеђим сосом), „шезван“ ( са пикантним црвеним сосом). 

## Врсте јела
У јеловнику се могу наћи следећа јела:
- Чили пилетина/ шкампи / риба / овчије месо / поврће /сос
- Шезван (!) пилетина/ шкампи / риба / овчије месо / поврће /сос - ова јела имају мало тога заједничког са кухињом кинеске провинције Сичуан (иако понекад садрже сичуански бибер). Основа ових јела је сос који садржи индијске црвене чили паприке и бели лук. Изговор „шезван“ није погрешан; тај термин се користи у индо-кинеској кухињи уместо „Сичуан“, „Сечуан“ или „Шечван“).[5]
- Ђумбир пилетина/ шкампи / риба / овчије месо / поврће /сос
- Манчуанска пилетина/ шкампи / риба / овчије месо / поврће /сос - углавном се састоји од различитих врста меса или различитих врста поврћа у зачињеном смеђем сосу.
- Чау мин - популарно јело чији су састојци: резанци, поврће, јаје, ђумбир, бели лук, соја сос, зелени чили сос, црвени чили сос и сирће.
- Хонгконг пилетина
- Џалфрези пилетина
- Лимун пилетина / шкампе / риба
- Хунанска пилетина
- Слатко-кисела пилетина (различита од америчке верзије слатко-киселог)
- Чоуп суи- на амерички и на кинески начин (хрскави резанци са разним поврћем, пилетином или другим месом и сосовим

### Пиринач и резанци
Важни састојци индијско-кинеских јела јесу: пилетина, шкампи и поврће, „Хака“ или „Шезван“ резанци, познати и као чау мин и обични или „Шезван“ пржени пиринач.

### Главна јела
- Гоби манчуријан – пржени карфиол
- Пилеће лоптице
- Манчао супа - поврће и пилећа супа

### Слаткиши и десерти
Индијско-кинески десерти укључују сладолед на меденим прженим резанцима или палачинке од урми.

### Доступност
Индијско- кинеска храна је лако доступна у градовима у Индији, као што су: Бопал, Сурат, Вадодара, Раџкот, Мумбај, Пуна, Ченнај, Кочин, Гувахати, Хајдерабад, Делхи, Лакнау, Колката и Бангалор. Доступна је и у многим градовима у ресторанима „брзе хране", као и поред великих индијских путева и аутопутева. Ова јела се могу наћи и на покретним уличним тезгама.
Ова врста хране се тможе наћи и у већим градовима Северне Америке, као што су: Њујорк, Сан Франциско, Филаделфија, Чикаго, Торонто, Лос Анђелес, Атланта, Феникс и Ванкувер. Кинеска храна која се може наћи у Најробију, у Кенији, тежи овој варијанти. Доступна је и у Аустралији, а нарочито у Сиднеју и Мелбурну. Ресторани се често рекламирају као кинески ресторани коју служе традиционална јела народа Хака, иако начин кувања и јела имају мало тога заједничког са аутентичном кухињом народа Хака. Ознака „Хака" се у овим ресторанима обично односи на порекло власника, а многи власници кинеских ресторана у Индији пореклом су припадници овог народа.